# Rijkspostspaarbank

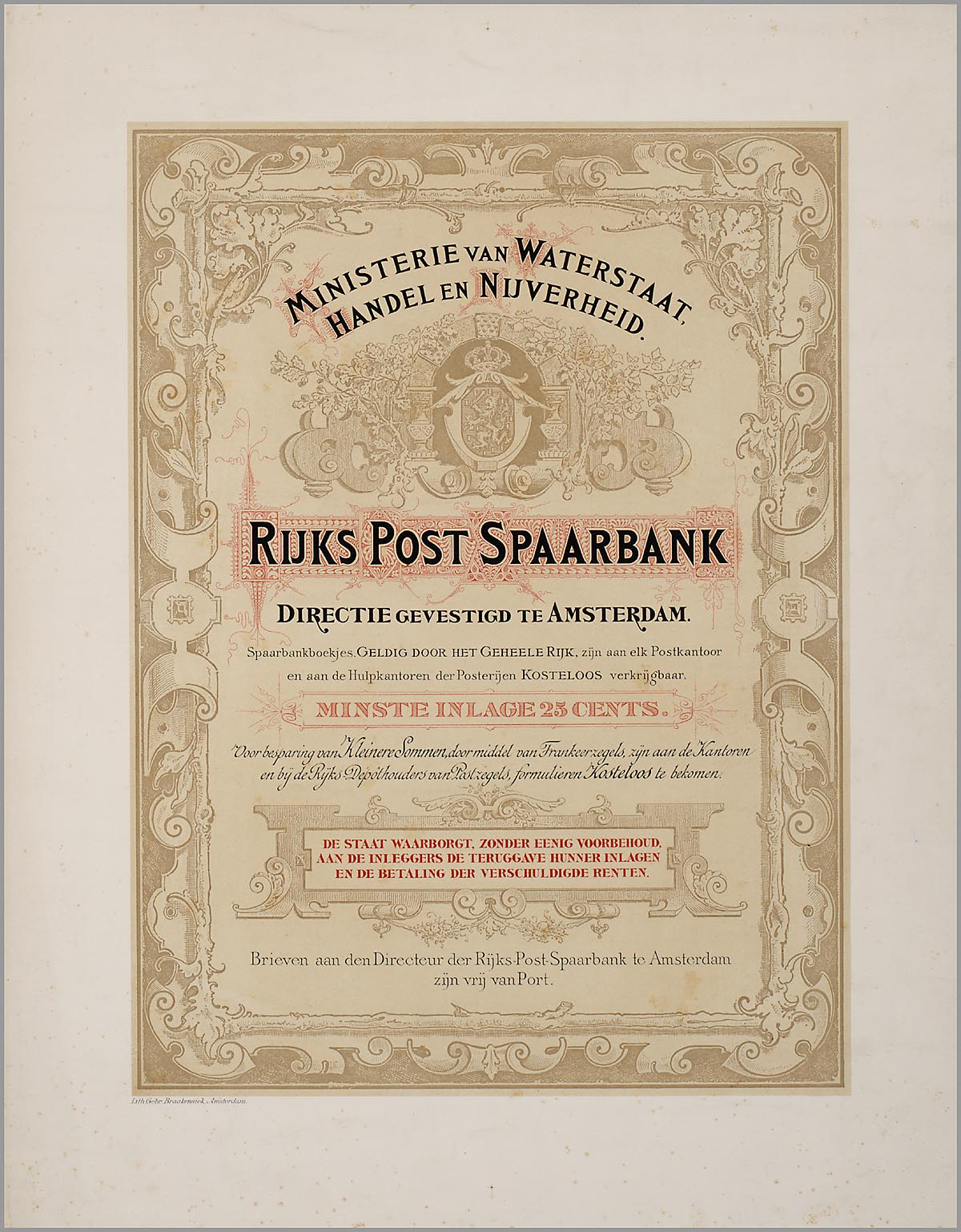
Reclame voor spaarbankboekjes van de Rijkspostspaarbank eind 19e eeuw

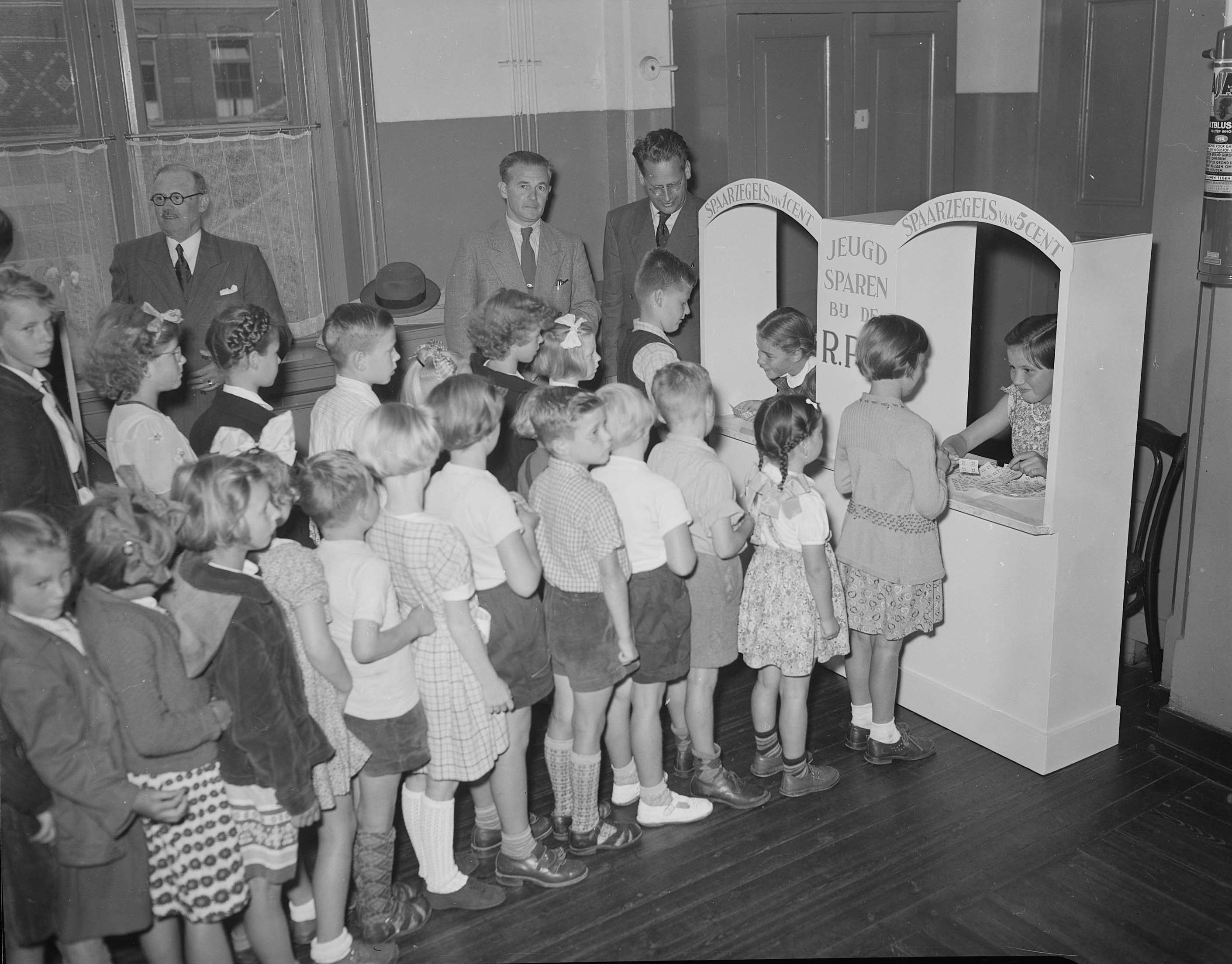
Schoolspaaractie RPS in 1952

De oprichting van de Nederlandse Rijkspostspaarbank vond in 1881 plaats. De bank viel onder de verantwoordelijkheid van het Ministerie van Waterstaat, Handel en Nijverheid. Transacties waren mogelijk op ieder postkantoor in het Koninkrijk der Nederlanden. De eerste directeur was Arnold Kerdijk, een progressieve liberaal die in de algemene spaarbank een mogelijkheid zag tot verheffing van de arbeiders.
Het succes van de Rijkspostspaarbank was groot. Hieraan hebben de opvolgers van Kerdijk, met name Armand Sassen en P. J. F. du Bois, een belangrijke bijdrage geleverd. 
Kerdijk stapte al een maand na de oprichting op, zijn prioriteiten lagen op een ander vlak. In de vijftig jaar na de oprichting groeide het aantal spaarrekeningen tot zo’n 2,2 miljoen in 1931.
Na de Tweede Wereldoorlog bleef de groei van de Rijkspostspaarbank echter achter bij die van particuliere spaarbanken. De rente die de Rijkspostspaarbank kon bieden was door wettelijke voorschriften beperkt, iets wat voor de concurrentie niet gold. 
De Rijkspostspaarbank moest haar dienstverlening uitbreiden wilde ze nog reden tot bestaan hebben.
De belangrijkste actie was het realiseren van een nauwe samenwerking met de Postcheque- en Girodienst. Voor beide diensten bood dit nieuwe mogelijkheden. Samenvoeging van beide instellingen vond in 1977 plaats, dat werd de Postgiro/Rijkspostspaarbank. In 1979 volgde de invoeging van de Gemeentegiro Amsterdam. Het overheidsbedrijf werd in 1986 verzelfstandigd tot de Postbank en daarna stapsgewijs geprivatiseerd.
De bank had jarenlang een hoofdkantoor aan de Van Baerlestraat 27 in Amsterdam-Zuid.

## Geschiedenis

### Tijdlijn
|                  |                  | voorloper  | voorloper  | voorloper      | voorloper      | voorloper      | voorloper                | voorloper                | (onderdeel van) PTT      | (onderdeel van) PTT      | (onderdeel van) PTT      | (onderdeel van) PTT      | (onderdeel van) PTT      | (onderdeel van) PTT      | (onderdeel van) PTT      | (onderdeel van) PTT      | (onderdeel van) PTT      | (onderdeel van) PTT | (onderdeel van) PTT | (onderdeel van) PTT | (onderdeel van) PTT | (onderdeel van) PTT | verzelfstandigd/geprivatiseerd bedrijf | verzelfstandigd/geprivatiseerd bedrijf | verzelfstandigd/geprivatiseerd bedrijf | verzelfstandigd/geprivatiseerd bedrijf | verzelfstandigd/geprivatiseerd bedrijf | verzelfstandigd/geprivatiseerd bedrijf | verzelfstandigd/geprivatiseerd bedrijf | verzelfstandigd/geprivatiseerd bedrijf | verzelfstandigd/geprivatiseerd bedrijf | verzelfstandigd/geprivatiseerd bedrijf | verzelfstandigd/geprivatiseerd bedrijf | verzelfstandigd/geprivatiseerd bedrijf | verzelfstandigd/geprivatiseerd bedrijf | verzelfstandigd/geprivatiseerd bedrijf | verzelfstandigd/geprivatiseerd bedrijf | verzelfstandigd/geprivatiseerd bedrijf | verzelfstandigd/geprivatiseerd bedrijf | verzelfstandigd/geprivatiseerd bedrijf |
|                  |                  |            |            |                |                |                |                          |                          |                          |                          |                          |                          |                          |                          |                          |                          |                          |                     |                     |                     |                     |                     |                                        |                                        |                                        |                                        |                                        |                                        |                                        |                                        |                                        |                                        |                                        |                                        |                                        |                                        |                                        |                                        |                                        |                                        |
| Telefonie        | Telefonie        |            |            | Rijkstelegraaf | Rijkstelegraaf | Rijkstelegraaf | Rijkstelegraaf           | Rijkstelegraaf           | APT                      | APT                      | P&T                      | P&T                      | P&T                      | P&T                      | PTT                      | PTT                      | PTT                      | PTT                 | PTT                 | PTT                 | PTT                 | PTT                 | KPN (PTT Telecom, PTT Post)            | KPN (PTT Telecom, PTT Post)            | KPN (PTT Telecom, PTT Post)            | Koninklijke KPN                        | Koninklijke KPN                        | Koninklijke KPN                        | Koninklijke KPN                        | Koninklijke KPN                        | Koninklijke KPN                        | Koninklijke KPN                        | Koninklijke KPN                        | Koninklijke KPN                        | Koninklijke KPN                        | Koninklijke KPN                        | Koninklijke KPN                        | Koninklijke KPN                        | Koninklijke KPN                        | Koninklijke KPN                        |
| Koeriersdiensten | Koeriersdiensten | Posterijen | Posterijen | Posterijen     | Posterijen     | Posterijen     | Posterijen               | Posterijen               | APT                      | APT                      | P&T                      | P&T                      | P&T                      | P&T                      | PTT                      | PTT                      | PTT                      | PTT                 | PTT                 | PTT                 | PTT                 | PTT                 | KPN (PTT Telecom, PTT Post)            | KPN (PTT Telecom, PTT Post)            | KPN (PTT Telecom, PTT Post)            | TPG                                    | TPG                                    | TPG                                    | TPG                                    | TPG                                    | TPG                                    | TNT                                    | TNT                                    | TNT                                    | TNT                                    | TNT Express                            | TNT Express                            | TNT Express                            | (FedEx)                                | (FedEx)                                |
| Post(pakketten)  | Post(pakketten)  | Posterijen | Posterijen | Posterijen     | Posterijen     | Posterijen     | Posterijen               | Posterijen               | APT                      | APT                      | P&T                      | P&T                      | P&T                      | P&T                      | PTT                      | PTT                      | PTT                      | PTT                 | PTT                 | PTT                 | PTT                 | PTT                 | KPN (PTT Telecom, PTT Post)            | KPN (PTT Telecom, PTT Post)            | KPN (PTT Telecom, PTT Post)            | (PTT Post)                             | (PTT Post)                             | (PTT Post)                             | (TPG Post)                             | (TPG Post)                             | (TPG Post)                             | (TNT Post)                             | (TNT Post)                             | (TNT Post)                             | (TNT Post)                             | Koninklijke PostNL                     | Koninklijke PostNL                     | Koninklijke PostNL                     | Koninklijke PostNL                     | Koninklijke PostNL                     |
| Spaarbank        | Spaarbank        |            |            |                |                |                | Rijkspostspaarbank (RPS) | Rijkspostspaarbank (RPS) | Rijkspostspaarbank (RPS) | Rijkspostspaarbank (RPS) | Rijkspostspaarbank (RPS) | Rijkspostspaarbank (RPS) | Rijkspostspaarbank (RPS) | Rijkspostspaarbank (RPS) | Rijkspostspaarbank (RPS) | Rijkspostspaarbank (RPS) | Rijkspostspaarbank (RPS) | Postgiro /RPS       | Postgiro /RPS       | Postgiro /RPS       | Postbank            | Postbank            | Postbank                               | Postbank                               | Postbank                               | Postbank                               | Postbank                               | Postbank                               | Postbank                               | Postbank                               | Postbank                               | Postbank                               | Postbank                               | ING                                    | ING                                    | ING                                    | ING                                    | ING                                    | ING                                    | ING                                    |
| Bank             | Bank             |            |            |                |                |                |                          | PCGD (Postgiro)          | PCGD (Postgiro)          | PCGD (Postgiro)          | PCGD (Postgiro)          | PCGD (Postgiro)          |                          |                          |                          |                          |                          | Postgiro /RPS       | Postgiro /RPS       | Postgiro /RPS       | Postbank            | Postbank            | Postbank                               | Postbank                               | Postbank                               | Postbank                               | Postbank                               | Postbank                               | Postbank                               | Postbank                               | Postbank                               | Postbank                               | Postbank                               | ING                                    | ING                                    | ING                                    | ING                                    | ING                                    | ING                                    | ING                                    |
|                  |                  |            |            |                |                |                |                          |                          |                          |                          |                          |                          |                          |                          |                          |                          |                          |                     |                     |                     |                     |                     |                                        |                                        |                                        |                                        |                                        |                                        |                                        |                                        |                                        |                                        |                                        |                                        |                                        |                                        |                                        |                                        |                                        |                                        |
|                  | 1799             | 1799       | 1852       | 1852           |                | 1881           | 1881                     | 1893                     | 1893                     | 1915                     | 1915                     | 1918                     | 1918                     | 1928                     | 1928                     |                          | 1977                     | 1977                |                     | 1986                | 1986                | 1989                | 1989                                   |                                        | 1998                                   | 1998                                   |                                        | 2002                                   | 2002                                   |                                        | 2006                                   | 2006                                   | 2009                                   | 2009                                   | 2011                                   | 2011                                   |                                        | 2016                                   | 2016                                   |                                        |